# Kosárlabda az 1996. évi nyári olimpiai játékokon
Az 1996. évi nyári olimpiai játékokon a kosárlabdatornákat július 20. és augusztus 4. között rendezték.

## Éremtáblázat
(A rendező ország csapata eltérő háttérszínnel, az egyes számoszlopok legmagasabb értéke, vagy értékei vastagítással kiemelve.)
| Az 1996. évi nyári olimpiai játékok éremtáblázata kosárlabdában | Az 1996. évi nyári olimpiai játékok éremtáblázata kosárlabdában | Az 1996. évi nyári olimpiai játékok éremtáblázata kosárlabdában | Az 1996. évi nyári olimpiai játékok éremtáblázata kosárlabdában | Az 1996. évi nyári olimpiai játékok éremtáblázata kosárlabdában | Olimpia  |
| --------------------------------------------------------------- | --------------------------------------------------------------- | --------------------------------------------------------------- | --------------------------------------------------------------- | --------------------------------------------------------------- | -------- |
|                                                                 | Ország                                                          | Arany                                                           | Ezüst                                                           | Bronz                                                           | Összesen |
| 1.                                                              | Egyesült Államok (USA)                                          | 2                                                               | 0                                                               | 0                                                               | 2        |
|                                                                 |                                                                 |                                                                 |                                                                 |                                                                 |          |
| 2.                                                              | Brazília (BRA)                                                  | 0                                                               | 1                                                               | 0                                                               | 1        |
|                                                                 | Jugoszlávia (YUG)                                               | 0                                                               | '1                                                              | 0                                                               | 1        |
|                                                                 |                                                                 |                                                                 |                                                                 |                                                                 |          |
| 4.                                                              | Ausztrália (AUS)                                                | 0                                                               | 0                                                               | '1                                                              | 1        |
|                                                                 | Litvánia (LTU)                                                  | 0                                                               | 0                                                               | '1                                                              | 1        |
|                                                                 |                                                                 |                                                                 |                                                                 |                                                                 |          |
| Összesen                                                        | Összesen                                                        | 2                                                               | 2                                                               | 2                                                               | 6        |

## Érmesek

### Férfi torna
| Az 1996. évi nyári olimpiai játékok érmesei férfi kosárlabdában | Az 1996. évi nyári olimpiai játékok érmesei férfi kosárlabdában | Az 1996. évi nyári olimpiai játékok érmesei férfi kosárlabdában | Az 1996. évi nyári olimpiai játékok érmesei férfi kosárlabdában |
| --- | --- | --- | --------------------------------------------------------------- |
| Arany | Ezüst | Bronz |                                                                 |
| Egyesült Államok (USA) | Jugoszlávia (YUG) | Litvánia (LTU) |                                                                 |
| Charles Barkley Anfernee Hardaway Grant Hill Karl Malone Reggie Miller Hakeem Olajuwon Shaquille O’Neal Gary Payton Scottie Pippen Mitch Richmond David Robinson John Stockton | Miroslav Berić Dejan Bodiroga Predrag Danilović Vlade Divac Aleksandar Đorđević Nikola Lončar Saša Obradović Žarko Paspalj Željko Rebrača Zoran Savić Dejan Tomašević Milenko Topić | Gintaras Einikis Andrius Jurkūnas Artūras Karnišovas Rimas Kurtinaitis Darius Lukminas Šarūnas Marčiulionis Tomas Pačėsas Arvydas Sabonis Saulius Štombergas Rytis Vaišvila Eurelijus Žukauskas Mindaugas Žukauskas |                                                                 |

### Női torna
| Az 1996. évi nyári olimpiai játékok érmesei női kosárlabdában | Az 1996. évi nyári olimpiai játékok érmesei női kosárlabdában | Az 1996. évi nyári olimpiai játékok érmesei női kosárlabdában | Az 1996. évi nyári olimpiai játékok érmesei női kosárlabdában |
| --- | --- | --- | ------------------------------------------------------------- |
| Arany | Ezüst | Bronz |                                                               |
| Egyesült Államok (USA) | Brazília (BRA) | Ausztrália (AUS) |                                                               |
| Teresa Edwards Dawn Staley Ruthie Bolton Sheryl Swoopes Jennifer Azzi Lisa Leslie Carla McGhee Katy Steding Katrina Felicia McClain Rebecca Lobo Venus Lacy Nikki McCray | Hortência Marcari Oliva Maria Angelica Adriana Aparecida Santos Leila Sobral Maria Paula Silva Janeth Arcain Roseli Gustavo Marta Sobral Silvinha Alessandra Oliveira Cintia Santos Claudia Maria Pastor | Robyn Maher Allison Cook Sandy Brondello Michele Timms Shelley Sandie Trisha Fallon Michelle Chandler Fiona Robinson Carla Boyd Jenny Whittle Rachael Sporn Michelle Brogan |                                                               |